# Ichneumon incrassatus
Ichneumon incrassatus är en stekelart som beskrevs av Cuvier 1833. Ichneumon incrassatus ingår i släktet Ichneumon och familjen brokparasitsteklar. Inga underarter finns listade i Catalogue of Life.